# Octobre 1906

## Événements
- 7 octobre : convocation du premier majlis (fin le 23 juin 1908).

- 8 octobre, France : ouverture du congrès de la CGT à Amiens.

- 13 octobre, France : adoption de la Charte d'Amiens proclamant l’indépendance du syndicat CGT par rapport à tout parti politique et préconisant la grève générale.

- 16 novembre, Italie : naissance de Dino Buzzati

- 20 octobre : convention franco-britannique de Londres établissant le condominium des Nouvelles-Hébrides.

- 23 octobre : Alberto Santos-Dumont fait décoller à Paris un engin plus lourd que l'air sans artifice au décollage. Il remporte la coupe Ernest Archdeacon.

- 25 octobre, France : Georges Clemenceau président du Conseil (fin en 1909). Gouvernement Georges Clemenceau (1). Un ministère du Travail est créé pour la première fois.

- 28 octobre : fondation de l'Union Minière du Haut Katanga (UMHK).

- 31 octobre[1]: fondation de la Compagnie du chemin de fer du bas-Congo au Katanga  (BCK)

## Naissances
- 2 octobre : Saïd Boualam, Harki Algérien et député de l'Algérie, vice président de l'Assemblée nationale († 8 février 1982).
- 9 octobre : Léopold Sédar Senghor, poète et premier président du Sénégal († 20 décembre 2001).
- 14 octobre : Hannah Arendt, philosophe allemande († 4 décembre 1975).
- 16 octobre : Dino Buzzati, écrivain et peintre italien, journaliste au Corriere della Sera, dessinateur, nouvelliste, poète et dramaturge († 28 janvier 1972).
- 21 octobre : Ernesto Civardi, cardinal italien de la curie romaine († 28 novembre 1989).
- 22 octobre : Valentine Ligny, supercentenaire française († 4 janvier 2022).
- 27 octobre : Joseph Dervaes, coureur cycliste belge († 12 avril 1986).
- 29 octobre : Fredric Brown, romancier et nouvelliste américain († 11 mars 1972).

## Décès
- 1er octobre : Christian Mali, peintre allemand (° 6 octobre 1832).
- 7 octobre : Honoré Beaugrand, maire de Montréal, écrivain et journaliste québécois (° 24 mars 1848).
- 9 octobre : Joseph Glidden, fermier américain, inventeur du barbelé (° 1813).
- 22 octobre : Paul Cézanne, peintre français (° 19 janvier 1839).
- 28 octobre : Jean Benner, peintre français (° 28 mars 1836).